# Arizona State University Art Museum
Ne doit pas être confondu avec University of Arizona Museum of Art.
L'Arizona State University Art Museum (ASU Art Museum) est un musée d'art, fondé en 1950 à Tempe en Arizona, grâce au don d'œuvres modernes américaines et latino-américaines.
Le musée est aujourd'hui composé de deux bâtiments: le Nelson Fine Arts Center (5 000 m2) ouvert en 1989, dessiné par Antoine Predock, et le Ceramics Research Center (700 m2), ouvert en 2002.

## Artistes dans les collections
- Romare Bearden
- Dagoberto Nolasco.